# Gulaphallus
Gulaphallus – rodzaj ryb aterynokształtnych z rodziny Phallostethidae.

## Klasyfikacja
Gatunki zaliczane do tego rodzaju:
- Gulaphallus bikolanus
- Gulaphallus eximius
- Gulaphallus falcifer
- Gulaphallus mirabilis
- Gulaphallus panayensis